# اکتیوایکس
اکتیوایکس (به انگلیسی: ActiveX) یک چهارچوب نرم‌افزاری منسوخ‌شده است که توسط مایکروسافت ساخته شده بود و فناوری‌های پیشین مدل شیء مولفه (COM) و توکارسازی و پیوند شیء (OLE) را برای محتوای دانلود شده از یک شبکه مخصوصاً از وب جهان‌گستر سازگارسازی می‌کرد. شرکت مایکروسافت ActiveX را در سال ۱۹۹۶ معرفی کرد. در اصل، AciveX بستگی به سیستم‌عامل‌های مایکروسافت ویندوز ندارد، اما در عمل، بیشتر کنترل‌های ActiveX فقط روی ویندوز اجرا می‌شوند. بیشتر این کنترل‌ها نیاز به کارخواهی دارند که روی رایانه مبتنی بر x86 اجرا شوند، زیرا کنترل‌های ActiveX نیاز به کد از قبل کامپایل شده دارند.
ActiveX هنوز از طریق اینترنت اکسپلورر ۱۱ روی ویندوز ۱۰ پشتیبانی می‌شود، در حالیکه ActiveX روی مرورگر پیش‌فرض‌شان که مایکروسافت اج است پشتیبانی نمی‌شود (زیرا «اج» یک سامانه گسترش متفاوت و ناسازگار دارد، زیرا بر اساس پروژه کرومیم گوگل است).

## کنترل‌های ActiveX
ActiveX یکی از فناوری‌های عمده در مهندسی نرم‌افزار مبتنی بر مولفه می‌باشد. در مقایسه با JavaBeans، اکتیواکس زبان‌های برنامه‌نویسی بیشتری را پشتیبانی می‌کند، اما جاوابینز از بن‌سازه‌های بیشتری پشتیبانی می‌کند. از ActiveX در بسیاری از فناوری‌های توسعه کاربردی سریع مثل، کتابخانه الگوی فعال، دلفی، جاوابینز، کتابخانه کلاس بنیاد مایکروسافت، کیوت، ویژوال بیسیک، فرم‌های ویندوز، و دابلیواکس‌ویدجت‌ها پشتیبانی می‌شود، و هدف آن است که به توسعه‌دهندگان برنامه‌کاربردی امکان جاسازی کنترل‌های ActiveX به درون محصولات‌شان داده شود.
بسیاری از برنامه‌های کاربردی مایکروسافت ویندوز- شامل خیلی از برنامه‌های خود مایکروسافت، مثل اینترنت اکسپلورر، مایکروسافت آفیس، مایکروسافت ویژوال استودیو، و ویندوز مدیا پلیر-از کنترل‌های ActiveX برای ساخت مجموعه ویژگی خودشان استفاده می‌کنند، همچنین برای کپسوله‌سازی (لفاف‌پیچی) عملکردشان به صورت کنترل‌های ActiveX استفاده می‌کنند، که این کنترل‌ها بعداً می‌توانند در داحل برنامه‌های کاربردی دیگر توکارسازی شوند. اینترنت اکس‌پلورر همچنین امکان توکارسازی کنترل‌های ActiveX در داخل صفحات وب را می‌دهد.

## پشتیبانی بن‌سازه
در اکتبر سال ۱۹۹۶، مایکروسافت ورژن بتای کیت توسعه نرم‌افزار ActiveX را برای سیستم‌عامل مکینتاش منتشر کرد، که شامل یک افزایه برای نت‌اسکیپ نویگیتور روی مک بود، همچنین اعلام کرد که قصد دارد ActiveX را سال آینده روی سولاریس پشتیبانی نماید. در مدت شش ماه، و دو انتشار بتای بعدی، هنوز هیچ افزایه ActiveX مکینتاش که از نظر تجاری دردسترس باشد وجود نداشت.
در سال ۱۹۹۷، آزمایشگاه‌های ان‌کومپاس با همکاری مایکروسافت یک افزایه برای نت‌اسکیپ نویگیتور منتشر کرد تا از ActiveX پشتیبانی کند.
مستدات فناوری هسته ActiveX در «The Open Group» وجود دارد و به صورت رایگان قابل خواندن است.
با وجود تلاش‌های پیشین مایکروسافت برای بین بن‌سازه‌ای سازی ActiveX، بیشتر کنترل‌های ActiveX روی همه بن‌سازه‌ها کار نمی‌کنند، بنابراین استفاده از کنترل‌های ActiveX برای پیاده‌سازی عملکردهای اساسی یک صفحه وب، قابل استفاده بودن آن را محدود می‌سازد. کشور کره جنوبی حذف این فناوری از وب‌سایت‌های عمومی اش را شروع کرده‌است، هدف آن‌ها این است تا وب سایت‌هایش را برای بن‌سازه‌های بیشتری قابل دسترسی نماید.
درحالیکه مایکروسافت تلاش قابل ملاحظه‌ای برای ایجاد جنبه‌های بین بن‌سازهای ActiveX، از طریق انتشار APIها، نموده‌است در نهایت تلاش‌های بین بن‌سازه‌ای ناموفق ماند، زیرا کنترل‌های ActiveX به زبان C یا C++ نوشته می‌شد و به زبان اسمبلی اکس۸۶ اینتل کامپایل می‌گشت، که این موضوع باعث می‌شد فقط روی ماشین‌های ویندوز قابل اجرا باشند، که در آن ماشین‌ها می‌توانستند با واسط‌های برنامه‌نویسی کاربردی Win32 استاندارد تماس بگیرند.
شرکت مایکروسافت پشتیبانی از ActiveX را از ویرایش ویندوز استور اینترنت اکس‌پلورر ۱۰ در ویندوز ۸ قطع نمود. در سال ۲۰۱۵، شرکت مایکروسافت، مرورگر مایکروسافت اج را منتشر کرد، که جایگزین اینترنت اکس‌پلورر بود اما از ActiveX پشتیبانی نمی‌کرد، این واقعه اتمام فناوری ActiveX در توسعه مرورگر وب مایکروسافت را نشان‌گذاری نمود.